# Ecos del Rocío
Pour les articles homonymes, voir Rocío.
Ecos del Rocío est une formation musicale espagnole d'Andalousie spécialisée dans le chant des sevillanas.
Membres actuels : Miguel Ángel, Federico, José y Alberto (originaire du village de Rota, une localité de Cadix).
Le premier album paraît en 1984 et, depuis, le groupe est devenu très populaire parmi les aficionados de ce genre musical.